# 虎尾驛
23°42′15″N 120°26′11″E / 23.704194°N 120.436372°E
虎尾驛，原稱五間厝驛，是位於臺灣雲林縣虎尾鎮虎尾糖廠的糖鐵火車站，設立後促進虎尾市街的形成，今已不作運輸，原站建築列雲林縣歷史建築。

## 設立
台灣日治時期，1904年，臺南車站到斗六車站南段縱貫線完工後，虎尾迅速發展成為新興市鎮。依現有史料推估，虎尾驛與虎尾糖廠同年創立，因地處虎尾五間厝部落，故名「五間厝驛」。早期是在今虎尾鎮中山路及民主路交接處，即今址虎尾鎮中山路10號之處，1920年改名「虎尾驛」，1930年改建成現今外觀。
虎尾驛右前方原有大日本製糖株式會社設立的會社分配所，為早期虎尾的消費中心。像是考上的虎尾女中初中部的作家季季，就是搭五分仔車到虎尾驛通學、街上逛書店。1955年，台糖在貨物掛（倉庫）前方設立虎尾驛新站。原站則改為保警中隊辦公室，至1986年時糖廠收回改設成虎尾原料區辦公室。

## 運輸

### 本業糖運
在本業運糖上，每年12月到隔年3月為虎尾糖廠製糖期，因此期間會運送甘蔗。該糖廠的糖須送至新營糖廠，車程大約四小時，為以新營為目的地的糖廠中最遠的，所以其糖蜜車是清晨六點就出發，以免與其他廠阻塞。
台糖公司於1945年將被二戰摧毀的第二工場及酒精工場恢復生產，又於1952年整修第一工場後，正逢國際糖價大漲，在1950年代到1960年代達到運糖巔峰。配屬的火車頭有德馬牌B型與溪州牌兩種，運送車廂有十五噸、十噸兩種。
運糖盛況一直持續到1969年，因雲林縣開發地下水成功，蔗田紛紛改種水稻，加上國際糖價大幅滑落，經營愈形困難。1999年，台糖公司決定製糖期採蔗將以公路運輸為主，將虎尾連絡線、虎尾廠大林線等於該年製糖期結束拆除，而虎尾廠北港線保留。

### 客貨業務
在客運運業上，虎尾驛早期為大虎尾地區對外的交通動線。1907年，大日本製糖株式會社就已用虎尾驛兼營非本業的貨運。因虎尾沒有臺鐵車站，當地人以往會從虎尾驛搭台糖小火車到斗南車站再轉搭縱貫線。
南北縱貫線於1908年全線通車後，臺灣總督府交通局鐵道部與大日本製糖株式會社合作，開始經營斗南車站到虎尾驛之間的客貨運業務，至1910年在原五分（六百七十二公釐）鐵軌旁加鋪一千零六十七公釐寬軌，讓臺鐵縱貫線的貨運火車得以駛入虎尾驛。由於運輸是勞力密集的產業，虎尾鄰近的農民乃至外縣市的勞工都搶著來此作搬運工，遠道而來的甚至攜家帶眷在虎尾中山路落戶。因運輸產業發達，吸引日本通運株式會社及日東商船會社來虎尾成立公司。為因應人口激增、環境衛生、糖廠擴建等，便興建虎尾舊水塔。中山路加上糖廠員工消費的商機，虎尾市街於焉成形，中山路北端形成虎尾郡役所、虎尾郡守官邸、虎尾合同廳舍等建築的行政中心。戰後，西螺大橋通車後，虎尾驛業務量更激增，創下臺灣鐵路史上第一次、也是唯一停靠五分仔火車的車站，其後更因業務激增而使虎尾驛另建新站並擴建。
虎尾驛一條客運為北港線。據1937年開始服務客運的劉春表示，二戰結束初期，北港線為台糖鐵路中最為興盛，一天二十四班往返，晚上走至十一點半才收班，尤以逢北港媽祖廟、或嘉義迎城隍時更為熱鬧，盛況維持了近二十年。1982年8月17日，北港線結束营运，虎尾驛走入歷史。

## 活化
2005年中華民國縣市長暨縣市議員選舉期間，民進黨虎尾鎮長候選人蔡秋敏在2005年10月11日提出「十大文化觀光建設」，其中訴求將虎尾驛、虎尾郡役所、虎尾郡役所官邸、虎尾合同廳舍作藝文空間。2009年3月18日，原虎尾驛修復動工，縣長蘇治芬主持。花費新台幣八百萬，於該年10月31日完成修繕，由副縣長林源泉與文建會組長許有文揭牌。
2010年12月11日，雲林縣文化處為強化虎尾驛觀光，委請虎尾糖廠將一座老火車頭吊運入站。1945年就到虎尾糖廠工作、小火車駕駛退休的程孔昭，會來此義務打掃驛站環境、維護火車頭、作導覽解說員、幫遊客寄虎尾驛的明信片。
今作為旅客中心，有以元長鄉人王明輝所製作的蔗香手工蛋捲聞名，其他像是咖啡蛋捲、花生蛋捲也加入雲林的農特產為原料。過去常來驛前畫鐵道、火車頭的何翼明，是以畫鐵路相關景物知名的畫家。